# Сиксто Родригез
Сиксто Диаз Родригез (енгл. Sixto Diaz Rodriguez; Детроит, 10. јул 1942 — Детроит, 8. август 2023) био је амерички музичар, певач, текстописац и гитариста. Његова каријера у почетку била је кратка, са само два лоше продавана албума раних седамдесетих, и две Аустралијске турнеје. Међутим, у Јужној Африци је био веома популаран, а да то није ни знао. За време апартхејда његови текстови су били страни тамошњем становништву које је било у потпуној цензури медија, и то им се свидело јер је Родригез певао и против друштва, које је у то време, у Јужној Африци трпело велике критике становништва. 
У Јужној Африци се проширила прича да је њихов идол починио самоубиство и то на свом концерту, испред публике, извадио пиштољ и пуцао себи у главу. Постојала је и прича да се полио бензином и запалио на бини. У то време није се могло доћи до информација из Америке, поготово о тамо скроз непознатом музичару.
Други део његове каријере почиње 1997. године када група фанова одлучује да истражи самоубиство Родригеза и долази до изненађујућих информација да је он жив, што је довело до неочекиваног оживљавања његове каријере. 
Године 1998. Родригез је имао прву турнеју у Јужној Африци.
Снимљен је и документарни филм "Searching for Sugar Man" који је донео Родригезу заслужену славу и у његовој матичној земљи.

## Дискографија
Студијски албуми
- 1970: Cold Fact
- 1971: Coming from Reality

Уживо
- 1981: Rodriguez Alive (Australia)
- 1998: Live Fact (South Africa)

Компилације
- 1976: After the Fact (South Africa)
- 1977: At His Best (Australia)
- 1982: The Best of Rodriguez (South Africa)
- 2005: Sugarman: The Best of Rodriguez (South Africa)
- 2013: Coffret Rodriguez (2 CDs Cold Fact/Coming from Reality)